# Xyrosaris
Xyrosaris là một chi bướm đêm thuộc họ Yponomeutidae.

## Các loài
- Xyrosaris acroxutha - Turner, 1923
- Xyrosaris campsiptila - Meyrick,
- Xyrosaris celastrella - Kearfott, 1903
- Xyrosaris dryopa - Meyrick, 1907
- Xyrosaris lichneuta - Meyrick, 1918
- Xyrosaris lirinopa - Meyrick, 1922
- Xyrosaris maligna - Meyrick, 1907
- Xyrosaris melanopsamma - Meyrick, 1931
- Xyrosaris mnesicentra - Meyrick, 1913
- Xyrosaris obtorta - Meyrick, 1924
- Xyrosaris ochroplagiata - Braun, 1918
- Xyrosaris secreta - Meyrick, 1912